# Shallotte
Shallotte é uma cidade  localizada no estado norte-americano de Carolina do Norte, no Condado de Brunswick.

## Demografia
Segundo o censo norte-americano de 2000, a sua população era de 1381 habitantes.
Em 2006, foi estimada uma população de 1660, um aumento de 279 (20.2%).

## Geografia
De acordo com o United States Census Bureau tem uma área de
13,9 km², dos quais 13,9 km² cobertos por terra e 0,0 km² cobertos por água. Shallotte localiza-se a aproximadamente 12 m acima do nível do mar.

## Localidades na vizinhança
O diagrama seguinte representa as localidades num raio de 20 km ao redor de Shallotte.